# ダヴィデ・ディ・ジェンナーロ
ダヴィデ・ディ・ジェンナーロ（Davide Di Gennaro、1988年6月16日 - ）は、イタリア・ロンバルディア州ミラノ出身のサッカー選手。ポジションはMF。

## 経歴

### クラブ
2007年5月19日のウディネーゼ・カルチョ戦（アレッサンドロ・コスタクルタの引退試合）で、そのコスタクルタと交代でピッチに立ち、セリエAデビューを飾った。ポジションは主にトップ下、1.5列目などの攻撃的な位置を取ることが多い。ACミランの下部組織で背番号10を背負い2006-2007シーズンは14ゴールを上げた。2007-2008シーズンはセリエBボローニャFCにレンタル移籍、2得点を挙げる。2008-2009シーズンはマルコ・ボリエッロと入れ替わる形でジェノアCFCに移籍したものの、レッジーナ・カルチョにレンタル移籍。2009年、2月7日の古巣ミラン戦でセリエA初得点。2009-2010シーズンから古巣ACミランに買い戻され復帰。2010年1月28日、ASリヴォルノ・カルチョにシーズン終了までレンタル移籍した。2011-2012シーズンはモデナFCへレンタル移籍。32試合に出場し、10得点を挙げ、シーズン通じて活躍したことにより、ACミラン復帰が囁かれた。
2012年7月14日、スペツィア・カルチョに完全移籍した。
2013年7月1日、USチッタ・ディ・パレルモへ3年契約で完全移籍。2014-15シーズンはセリエBのヴィチェンツァ・カルチョへのローンで過ごした。
2015年7月13日、シモーネ・コロンビと入れ替わる形でカリアリ・カルチョに移籍し、引き続きセリエBでプレーすることとなった。
2017年7月21日、SSラツィオに3年契約で移籍した。
2021年1月31日、チェゼーナFCに移籍した。

### 代表
各年代でイタリア代表の経験がある。

## タイトル

### クラブ
ACミラン
- UEFAチャンピオンズリーグ : 2006-07

USチッタ・ディ・パレルモ
- セリエB : 2013-14

カリアリ・カルチョ
- セリエB : 2015-16

SSラツィオ
- スーペルコッパ・イタリアーナ : 2017